# Pósa János
Pósa János, született: Polereczky János (Kispest, 1910 – 1990. december 27.) magyar nemzetközi labdarúgó-játékvezető. Nemzetközi források szerint Posa-Polareczky János.

## Pályafutása

### Labdarúgóként
1926-tól játszott a kispesti Törekvésben, ahol a kapust kivéve minden poszton szerepeltették. Csapatával, a budapesti IV. osztályból a budapesti I. osztályba jutott. 1940-ben fejezte be az aktív labdarúgó pályafutását.

### Labdarúgó-játékvezetőként

#### Nemzeti játékvezetés
Már játékos korában is vezetett barátságos mérkőzéseket. A játékvezetői vizsgát 1940-ben tette le. Az ötvenes évek közepétől a bajnoki rangadók játékvezetője volt. 1962-ben fejezte be az aktív pályafutását. 1962. júliusában az Magyar Testnevelési és Sport Tanács olyan döntést hozott, hogy az élvonalbeli játékvezetők életkorát 50 évről azonnali végrehajtással 45 évre szállította le. Egy csapással 37 játékvezetőnek törték derékba sportpályafutását.

#### Nemzetközi játékvezetés
A Magyar Labdarúgó-szövetség Játékvezető Bizottsága 1950-ben terjesztette fel nemzetközi játékvezetőnek, ugyanebben az évben vezette első nemzetközi válogatott mérkőzését, a Csehszlovákia–Albánia találkozót. Több nemzetek közötti válogatott és klubmérkőzést vezetett. A továbbiakban több megszakítással volt FIFA-bíró. 1958-ban Albániában egymás után négy nemzetközi mérkőzést vezetett. A kor követelményeinek megfelelően más FIFA-játékvezetőknek több nemzetek közötti mérkőzésen partbíróként segített. Az aktív nemzetközi játékvezetéstől 1962-ben a magyar 45 éves korhatár bevezetése miatt vonult vissza.

##### Világbajnokság
Svájcban rendezték az V., az 1954-es labdarúgó-világbajnokság végső küzdelmeit. Az előselejtezők alkalmával 1953-ban, a Csehszlovákia–Románia (2:0) találkozót koordinálta.
Chile volt a VII., az 1962-es labdarúgó-világbajnokság döntő küzdelmeinek színhelye. A Nemzetközi Labdarúgó-szövetség (FIFA) Játékvezető Bizottsága 1961-ben az afrikai csoportba tartozó Izrael–Etiópia (3:2)  csoportmérkőzés irányítására kérte fel.
Vezetett mérkőzéseinek száma: 2.

##### Főiskolai világbajnokság
1950-ben, Berlinben a Főiskolai Világbajnokságon több mérkőzést vezetett.

#### Európa Kupa
1957/1958 évi bajnoki kiírásban 1957. december 8-án Bukarestben, az Augusztus 23. Stadionban, a FC Steaua București–Borussia Dortmund (3:1) második mérkőzést irányította.

## Sportvezetőként
1969-ben az MLSZ Futballbírák Testület (JT) ellenőri keretének tagja.

## Sikerei, díjai
1962-ben egy aranyjelvénnyel - 25 éves játékvezetői pályafutás - és díszoklevéllel ismerték el szakmai eredményességét. 1976-ban az Országos Testnevelési és Sporthivatal (OTSH) elnöke a Testnevelés és Sport Kiváló Dolgozója kitüntetésben részesítette.

## Külső hivatkozások
- Archiválva 2012. október 11-i dátummal a Wayback Machine-ben
- [halott link]